# 토머스 셸링
토마스 셸링(영어: Thomas C. Schelling, 1921년 4월 14일 ~ 2016년 12월 13일)은 미국의 경제학자이며 메릴랜드 대학교에서 재직 중인외교 정책과 국방 분야의 교수이다. 그는 2005년에 게임이론의 분석을 통해 갈등과 협력에 관한 우리의 이해를 향상시킨 공로를 인정 받아 로버트 아우만과 함께 노벨 경제학상을 수상하였다.

## 생애
토머스 셸링은 1921년 4월 14일 캘리포니아의 오클랜드에서 태어났다. 그는 1944년에 캘리포니아 대학교 버클리에서 학부과정을 마치고 1951년에 하버드 대학교에서 박사학위를 받았다.
셸링은 1948년부터 1950년까지 유럽 부흥 계획에 참가하였고, 그 후 3년 동안 백악관과 미국 대통령 집무실에서 근무하였다. 그는 1953년부터 1958년까지 예일 대학교 경제학과 교수로 있었고, 그 후 하버드 대학교 경제학과로 이직하였다. 1969년에는 하버드 케네디 스쿨에 들어갔다.
1993년에 셸링은 전미 과학 아카데미로부터 핵전쟁 방지 관련 연구로 상을 받았다. 2009년에 예일 대학교와 맨체스터 대학교로부터 명예박사학위를 받았다.

## 인종의 분리
1969년과 1971년에 셸링은 스스로 "티핑포인트에 관한 일반적인 이론"이라고 불렀던 인종에 대한 글들을 출판했다. 이 논문들에서 그는 자신의 이웃이 자신과 같은 인종들로 구성된 집단이나 특정 한계 이하로만 다양한 인종들로 구성된 집단이기를 바라는 선호가 있다면 완전한 분리가 일어나는 현상이 일어날 수 있다고 하였다. 그는 좌표평면이 그려진 종이 위에 동전을 놓아 각각 동전들이 다른 종류의 동전의 존재로 인하여 "행복하지 않은" 상태에 놓여지면 어떻게 움직이는지 설명하였다.
셸링의 이런 "인종 역학"은 인종 외에도 성, 나이, 언어, 성적 지향, 종교 등에도 적용되었다. 1978년 셸링은 자신의 책 미시 동기와 거시 행동(Micromotives and Macrobehaviors)에서 이 이론을 더 확장시키고 일반화시켰다.

## 지구 온난화
셸링은 1980년 지구 온난화 관련 논란에 대하여, 개발도상국들에게 지구 온난화의 피해가 큰 것은 사실이지만, 지구 온난화로 인해 미국이 받는 영향은 과장되었다고 말하였다. 그의 유럽 부흥 계획 참여 경험을 바탕으로 지구 온난화 역시 교착 문제라고 하였다. 셸링은 지구 온난화를 해결하기 위해 탄소 배출량을 줄이면 개발도상국이 혜택을 가장 많이 받지만, 그 비용은 선진국이 부담하게 되는 상황이 생긴다고 설명하였다.

## 같이 보기
- 벼랑끝 전술
- 포컬 포인트